# Alexis Loizon
Alexis Loizon (* 9. September 1989 in Nîmes) ist ein französischer Musicaldarsteller, Schauspieler und Filmproduzent.

## Karriere
Loizon wuchs in Südfrankreich in Maubec nahe Avignon auf, bis er mit 17 Jahren seinen Baccalauréat Litteraire erlangte. Danach ging er, um Schauspieler zu werden, 2009 nach Paris an die Cours Florent. Nachdem er das Musical Der König der Löwen im Théâtre Mogador gesehen hatte, schrieb er sich auch in Tanzkurse unter Michael Durand ein und ging, um zu lernen, auch zum West End und Broadway. Während des Studiums spielte er im Mogador unter anderen Gaston in Die Schöne und das Biest und Danny Zuko in Grease neben Alyzée Lalande als Sandy. Bei einer Vorstellung des ersteren entdeckte ihn aus dem Publikum Bill Condon, Regisseur von Disneys Neuverfilmung des Musicals, in der Loizon dadurch eine kleine Rolle als einer von Gastons Handlanger erhielt. 2019 hatte er eine Serienrolle in Demain nous appartient und 2020 spielte er den Choreographen Kamel Ouali in einem Fernsehfilm über Grégory Lemarchal.
Im Sommer 2019 gründete er mit Bruno Amic und Patrick Raoux das Unternehmen Narya Productions mit dem Kinolabel Marcel Films, durch das er Kurzfilms wie Loup-y es tu? produziert. Während der COVID-19-Pandemie begannen sie, auch Musicals zu produzieren, die ab der Wiedereröffnung der Theater im Sommer 2021 aufgeführt wurden, zu produzieren. Dazu gehört auch die Konzertshow Grease is the Word ab Oktober 2022, in der Loizon wieder als Dany Zuko auftrat.

## Musicals
- 2010: Footloose (als Chuck Cranston)
- 2011: La belle au bois dormant, que veillent les fées ... (als Prinz)
- 2013: Die Schöne und das Biest (La Belle et la Bête als Gaston)
- 2014: Robin des bois, la légende ou presque (als Robin Hood)
- 2015: Aladin, faites un vœu! (als Aladdin)
- 2016: Romeo und Julia (Romeo et Juliette, als Romeo)
- 2017: Grease (als Danny Zuko)

## Filmografie (Auswahl)
- 2009: Un amour (Kurzfilm)
- 2010: Produit (Kurzfilm)
- 2011–2013: Le jour où tout a basculé (Fernsehserie, 4 Episoden, diverse Rollen)
- 2017: Die Schöne und das Biest (The Beauty and the Beast, Spielfilm)
- 2019: Engrenages – Im Fadenkreuz der Justiz (Engrenages, Fernsehserie, 1 Episode)
- 2019: Demain nous appartient (Fernsehserie, 16 Episoden)
- 2020: Pourquoi je vis (Fernsehfilm)
- 2020: Loup y es-tu? (Kurzfilm)
- 2021: Anomalie (Kurzfilm)
- 2024: Mademoiselle Holmes (Fernsehserie, 1 Episode)